# 偏岭镇
偏岭镇，是中华人民共和国辽宁省鞍山市岫岩满族自治县下辖的一个乡镇级行政单位。

## 行政区划
偏岭镇下辖以下地区：
穆家岭村、东胜村、包家堡村、后地村、荒沟村、丰源村、丰富村、五间房村、小偏岭村、细玉沟村和王家堡村。